# Classe Iowa
La classe Iowa è una classe di navi da battaglia statunitensi, con 4 unità realizzate e diverse altre previste ma cancellate, con unità navali molto veloci per delle corazzate, e artiglierie da 406 mm di eccellenti prestazioni. Esse hanno prestato servizio anche nel dopoguerra, con varie rivitalizzazioni, e sono uscite dal servizio attivo dell'United States Navy solo nel 1992, dopo aver preso parte oltre che alla seconda guerra mondiale, alla guerra di Corea, alla guerra del Vietnam e alla guerra del golfo. Fu proprio a bordo di una nave di questa classe, la USS Missouri, che venne firmata la resa dei giapponesi nel secondo conflitto mondiale.

## Corazzatura
Le unità della classe Iowa sono caratterizzate da spessori di corazzatura relativamente modesti, se confrontati con quelli delle altre navi da battaglia, sia in accordo alla necessità di avere prestazioni elevate, sia in considerazione della ridotta possibilità, già nel momento della loro progettazione, di arrivare al confronto diretto con altre navi da battaglia.

Le protezioni verticali, deputate a difendere da proiettili di artiglieria con bassa angolazione e da siluri, sono incentrate sulla cintura corazzata. Questa ha uno spessore di 307mm lungo l'intero ridotto corazzato (tra le centine 50 e 166) tra il secondo e il terzo ponte e continua sotto la linea di galleggiamento assottigliandosi fino a raggiungere i 41 mm poco prima del fondo della nave. Dietro la parte di cintura spessa 307 mm (secondo e terzo ponte) è presente una paratia paraschegge di 38 mm di spessore, che si prolunga a poppavia del ridotto corazzato fino all'ordinata 171. Inoltre la murata al disopra della cintura corazzata (tra il secondo ponte e il ponte di coperta) è protetta da una "fascia" di spessore compreso tra i 22 e i 15 mm, tra la centina 50 e la centina 173. A prora e a poppa, il ridotto corazzato è chiuso da paratie di 280 mm. Infine, tra la centina 189 e la centina 203, in corrispondenza dei locali dei timoni e quindi all'esterno del ridotto corazzato, è presente un'ulteriore protezione di 343 mm di spessore.
Le protezioni orizzontali, destinate a proteggere da ordigni di aereo o da proiettili di artiglieria con traiettoria fortemente parabolica, sono suddivise su tre ponti. Il Ponte di Coperta presenta una corazzatura di 38 mm tra l'ordinata 41 (a proravia del ridotto corazzato) e l'ordinata 172 (a poppavia del ridotto). Inoltre a proravia dell'ordinata 41 (tra la 33 e la 41) e a poppavia della 172 (tra la 172 e la 191) si ha una progressiva rastremazione della corazzatura che passa da 38 mm a 19 mm. Questo corazzatura ha la funzione di innescare le spolette ad effetto ritardato, in modo da provocare la loro detonazione prima che arrivino a contatto con il ponte corazzato principale che coincide con il Secondo Ponte. Il Secondo Ponte ha una protezione spessa 121 mm all'interno del ridotto corazzato (ordinate dalla 50 alla 166) alla quale si aggiunge, immediatamente al di sotto, una sorta di "ponte paraschegge" di 16 mm che però si trova nella zona compresa tra le barbette delle torri di grosso calibro, barbette escluse (ordinate dalla 79 alla 156). Inoltre, all'esterno del ridotto corazzato (ordinate dalla 34 alla 50 e dalla 50 alla 166), il Secondo Ponte si assottiglia a 32-19mm. Questa corazzatura ha il compito di arrestare o quantomeno contenere la detonazione di ordigni attivati dal Ponte di Coperta. Il Terzo Ponte costituisce infine, all'interno del ridotto corazzato, un ulteriore "ponte paraschegge" spesso 25,4 mm in corrispondenza delle barbette delle torri di grosso calibro (ordinate dalla 50 alla 82 e dalla 151 alla 166) e da 12,7 mm a 16 mm in corrispondenza delle caldaie e dei gruppi turboriduttori (ordinate dalla 82 alla 151).
Sempre al livello del Terzo Ponte è però presente una particolare corazzatura destinata a proteggere gli assi delle eliche e i timoni gemelli. Essa consta di uno spessore di 143 mm più 19 mm di paraschegge sottostante tra l'ordinata 166 e l'ordinata 189 (assi motori), che diventa poi di 159 mm tra l'ordinata 189 e la 203 (timoneria). Questa ultima parte della corazzatura del Terzo Ponte va a costituire con la "piastra" di corazzatura verticale a cui si è accennato precedentemente una sorta di "mini-ridotto" che incapsula gli organi di governo.

## Armamento
Artiglieria	
Alla costruzione:
9 cannoni da 406/50mm;
20 cannoni da 127/38mm;
80 cannoni AA da 40/56mm;
49 mitragliere AA da 20/70mm;
Dalla Guerra fredda alla Guerra del Golfo:
9 cannoni da 406/50mm;
12 cannoni da 127/38mm;
Missili:
32 BGM-109 Tomahawk;
16 RGM-84 Harpoon;
4 20/70mm Phalanx CIWS;

## Unità della classe
1. Parte corazzata della torretta

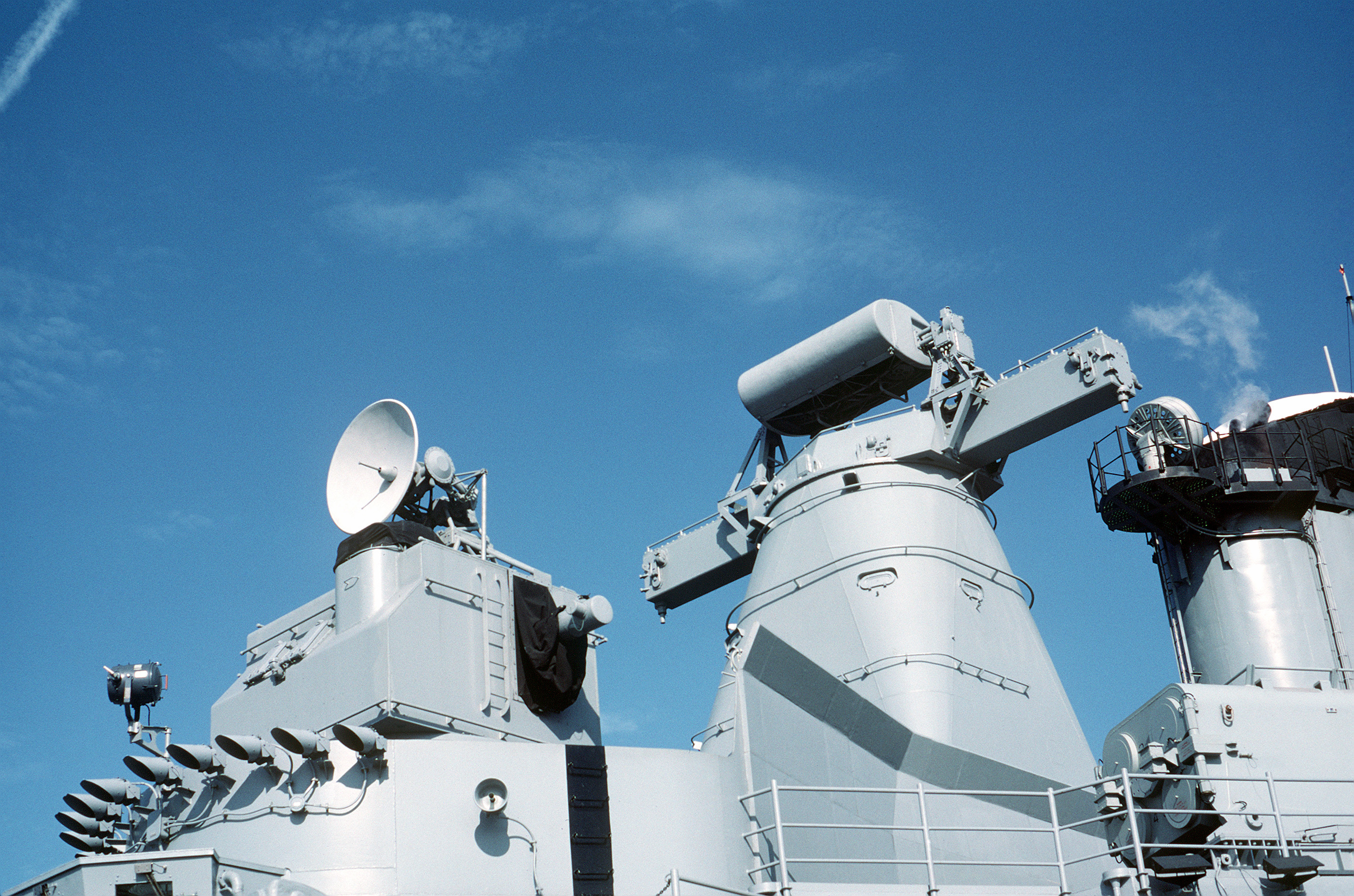
Radar di controllo del fuoco asservito ai cannoni a bordo dellIowa

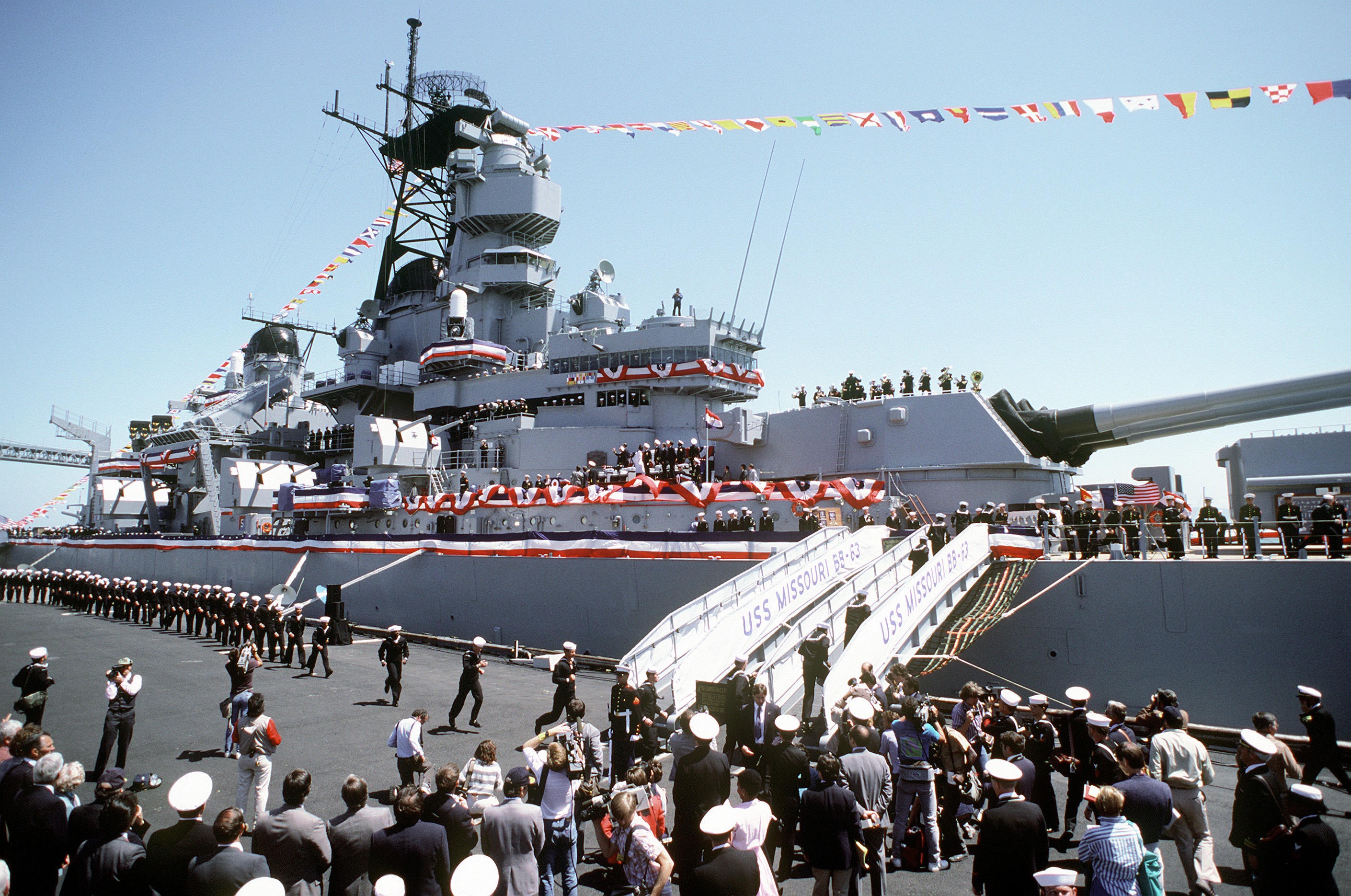
Un'immagine del rientro in servizio della Missouri nel 1986

2. Orecchioniera fissata al ponte della torretta
3. Ponte della torretta
4. Supporto cilindrico della torretta
5. Tubo di trasferimento dei proiettili
6. Pavimento dell'anello di rotolamento
7. Cuscinetto dell'anello di rotolamento
8. Barbetta
9. Corazzatura fissa (solidale con lo scafo della nave)
10. Pavimento della sala ingranaggi
11. Santabarbara (in zone di immagazzinamento diverse)
12. Sala per la preparazione dei proiettili
13. Sala per la preparazione delle cariche
14. Linea di trasferimento delle cariche
15. Ammortizzatori di rinculo
16. Struttura ruotante della torretta
17. Montacarichi dei proiettili
18. Magazzino chiuso delle unità della classe Iowa

Schema delle torrette principali dei cannoni da 16 pollici:
- Parte corazzata della torretta
- Orecchioniera fissata al ponte della torretta
- Ponte della torretta
- Supporto cilindrico della torretta
- Tubo di trasferimento dei proiettili
- Pavimento dell'anello di rotolamento
- Cuscinetto dell'anello di rotolamento
- Barbetta
- Corazzatura fissa (solidale con lo scafo della nave)
- Pavimento della sala ingranaggi
- Santabarbara (in zone di immagazzinamento diverse)
- Sala per la preparazione dei proiettili
- Sala per la preparazione delle cariche
- Linea di trasferimento delle cariche
- Ammortizzatori di rinculo
- Struttura ruotante della torretta
- Montacarichi dei proiettili
- Magazzino chiuso delle unità della classe Iowa

La classe doveva essere inizialmente composta da quattro unità, Iowa, New Jersey, Missouri e Wisconsin, in vista delle future navi della classe Montana; visto che la inferiore velocità di queste ultime non le rendeva in grado di scortare i gruppi da battaglia di portaerei, altre due navi vennero previste, inizialmente denominate Montana ed Ohio, poi Illinois e Kentucky. Le prime quattro furono effettivamente completate e prestarono servizio fino agli anni novanta, e due di esse figurano ancora nel registro della Riserva Navale statunitense. Le ultime due erano in predicato di diventare unità lanciamissili o portaerei, ma nessuna delle due soluzioni si concretizzò e le navi vennero rottamate, la Illinois sullo scalo e la Kentucky in avanzato stato di completamento nel 1958.

## Aggiornamenti
La classe ha subito nel tempo vari aggiornamenti tecnici, sia nell'armamento che nell'elettronica, passando dalle apparecchiature analogiche della seconda guerra mondiale ai data link digitali che hanno servito le unità fino alla loro messa in riserva, con vari stadi di perfezionamento dei radar di scoperta e controllo del tiro, ai sistemi di comunicazione satellitare e alle rampe di lancio dei missili Tomahawk in versione navalizzata, oltre che dei missili antinave Harpoon.
Inoltre le navi sono state dotate di piazzola di atterraggio per un elicottero anche di grandi dimensioni a poppa estrema dietro la torre poppiera, tanto che nel film Trappola in alto mare, nel quale la corazzata Missouri viene sequestrata da un gruppo di terroristi, vi atterra un elicottero birotore di tipo CH-46 Sea Knight, anche se nel film fu utilizzata la USS Alabama classe Dakota. Un eventuale elicottero a bordo può essere utilizzato per dirigere con marcatore laser il tiro di proiettili sottocalibrati ad involucro di incartamento con raggio fino a 50 km, ben oltre la portata visuale.